# Herzog Park
Pour les articles homonymes, voir Herzog.
Herzog Park est un parc situé à Rathgar, Dublin.

## Histoire
Le gouvernement de Dublin a acheté le parc en 1954, Mais le parc actuel a été créé en 1985 par le département des parcs. Il s'appelait Orwell Quarry Park.
Le parc a été renommé en 1995 pour Chaim Herzog, le président d'Israël qui vivait à Dublin quand il était jeune.

## Installations sportives
Rathgar Tennis Club est situé dans Herzog Park. Le club de tennis Rathgar est situé dans Herzog Park. Il y a 10 courts de tennis, un mur de tennis et un club-house.